# Monalita calibana
Monalita calibana is een vlinder uit de familie van de bloeddrupjes (Zygaenidae). De wetenschappelijke naam van de soort werd als Lamontia calibana in 1922 gepubliceerd door William James Kaye. Kaye plaatste de soort in een monotypisch geslacht dat hij de naam Lamontia gaf. Die naam was echter in 1895 door de Nieuw-Zeelandse zoöloog H.B. Kirk al vergeven aan een geslacht van sponsdieren, en dus niet beschikbaar. In 1973 publiceerde Walter Gerard Tremewan een nomen novum voor het geslacht: Monalita, een anagram van de niet beschikbare naam.  Deze soort bleef lange tijd de enige die in het geslacht werd geplaatst. Pas in 2015 kwamen er twee soorten bij.